# 249. п. н. е.

## Догађаји
- Битка код Дрепане  поморска битка између Картагине и Римске републике у Првом пунском рату. То је била једина поморска битка у Првом пунском рату у коме је Картагина победила.